# Requin-lutin
Mitsukurina owstoni
Famille
Genre
Espèce
Statut de conservation UICN

 LC  : Préoccupation mineure
Le Requin-lutin ou requin-gobelin (Mitsukurina owstoni) est une espèce de requins de la famille monotypique des Mitsukurinidae qui comporte un seul genre, Mitsukurina. Il vit sur le talus continental, les canyons sous-marins et les monts sous-marins du monde entier, entre 30 et 1 300 m de profondeur, les adultes vivant plus profond que les juvéniles.
Cette espèce ne ressemble à nul autre requin, avec un long museau aplati, et des mâchoires très protractiles garnies de dents en forme de clou. Il mesure généralement entre 3 et 4 mètres de longueur à maturité, mais il peut parfois atteindre environ 6 mètres,,. Avec sa vitesse très lente il n'est pas un danger pour l'homme, qu'il ne rencontre que très exceptionnellement étant donné les profondeurs dans lesquelles il vit.
Différentes caractéristiques anatomiques du requin-lutin, comme son corps flasque et ses petites nageoires, suggèrent qu'il est lent par nature. Cette espèce chasse des poissons téléostéens, des céphalopodes et des crustacés à la fois à proximité du fond de la mer et au milieu de la colonne d'eau mais aussi des poissons des profondeurs comme les Melanocetus johnsonii. Son long museau est couvert d'ampoules de Lorenzini, qui lui permettent de détecter les champs électriques produits par ses proies, qu'il peut capturer en étendant rapidement ses mâchoires, y compris par visibilité réduite. Un petit nombre de requins-lutins sont involontairement capturés par la pêche en eau profonde. L'Union internationale pour la conservation de la nature (UICN) le considère comme préoccupation mineure, citant sa large distribution et la faible incidence de la capture.

## Taxonomie
C'est l'ichtyologiste américain David Starr Jordan qui décrit le requin-lutin dans un numéro Actes de l'Académie des Sciences de Californie en 1898. De par les nombreuses particularités anatomiques, il crée non seulement un nouveau genre, mais aussi une nouvelle famille. Il a fondé sa description sur un mâle immature de 107 cm de longueur capturé dans la baie de Sagami, en 1897, au large des cotes de Yokohama au japon, par un pêcheur local. Le spécimen a été acquis par le capitaine du navire et naturaliste Alan Owston, qui l'a confié  au professeur Kachiki Mitsukuri de l'Université de Tokyo, qui, à son tour, l'a apporté à Jordan. Ainsi, Jordan a nommé le requin Mitsukurina owstoni en hommage à ces deux hommes. Le nom commun « requin-lutin » est une traduction de son ancien nom japonais tenguzame, le tengu est une créature du folklore japonais souvent représentée avec un long nez et un visage rouge.
Peu de temps après la publication de la description de Jordan, plusieurs scientifiques ont noté la similitude entre Mitsukurina et la disparition du requin Scapanorhynchus au Mésozoïque. L'opinion dominante était de traiter Mitsukurina comme un synonyme junior de Scapanorhynchus. Finalement, des fossiles plus complets ont révélé de nombreuses différences anatomiques entre Scapanorhynchus et Mitsukurina, conduisant les auteurs modernes à les considérer à nouveau comme des genres distincts. Plusieurs spécimens de requins-lutins ont été décrits comme des espèces distinctes de 1904 à 1937, dont aucune n'est actuellement considérée comme valide. Cette confusion taxinomique s'explique par les mâchoires de ces spécimens qui ont été fixés à des degrés de saillie différents au cours de la conservation, donnant des différences proportionnelles de la tête.

## Phylogénie et évolution
Ce requin était très abondant sur toutes les côtes du Crétacé.

## Description
Bien que le requin-lutin ait été découvert il y a presque un siècle, on n'en sait que fort peu sur cette espèce difficile à trouver. Seuls quelques centaines de spécimens de ce requin d'aspect préhistorique ont été capturés.

Taille relative par rapport à un homme.

## Fonctionnement et utilité de la mâchoire protractile

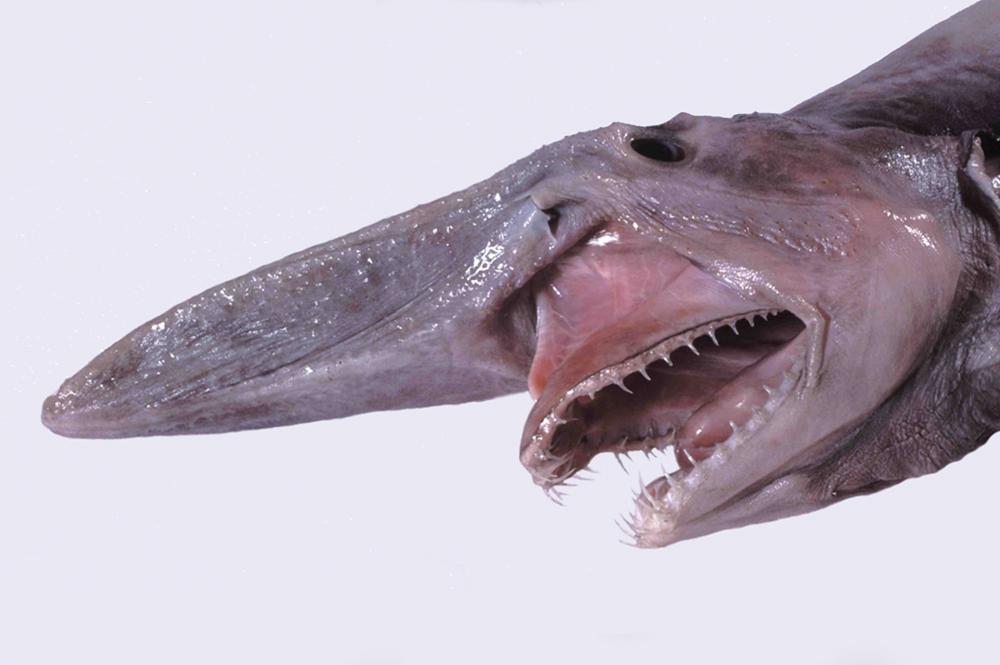
Tête de requin-lutin aux mâchoires ouvertes.

Les mâchoires du requin-lutin sont exceptionnellement protractiles. Cette propriété a été étudiée in situ d'après des enregistrements vidéos.
Les mâchoires sont ainsi projetées en avant à une vélocité de 3,1m/s sur une distance allant respectivement de 8,6 à 9,4% de la longueur totale de l'animal pour la mâchoire supérieure et la mâchoire inférieure : la protubérance la plus impressionnante parmi toutes les espèces de requins actuellement connues.
L'action des mâchoires a été découpée en 4 phases distinctes, sur une durée courte de 1 397 ms :
- La phase de repos (0 ms) : les mâchoires sont au repos.
- La phase d’extension (0-146 ms) : les mâchoires s'ouvrent.
- La phase de compression (146-785 ms) : les mâchoires sont projetées en avant (action protractile) et se referment. Phase elle même découpée en 3 sous-unités :
  - La phase de tir (146-239 ms) : les mâchoires sont projetées en avant.
  - La phase de saisi (239-319 ms) : les mâchoires se referment.
  - La phase de tenu (319-785 ms) : les mâchoires restent fermées en maintenant tout objet ayant été saisi.
- La phase de récupération (785-1 397 ms) : les mâchoires reprennent leur position au repos. Phase elle-même découpée en 2 sous-unités :
  - La phase de réouverture (785-1 077 ms) : les mâchoires s'ouvrent à nouveau après avoir repris leur position au repos.
  - La phase de refermeture (1 077-1 397 ms) : les mâchoires se ferment à nouveau.

Cette protubérance des mâchoires du requin-lutin lui permet de se saisir de proies plus rapide à une distance plus grande. Même une proie plus fuyante sera plus facilement saisie. Cet atout pour la chasse aurait été mis en place au fil de l'évolution pour compenser la rareté des proies dans les grands fonds et la perte de la capacité à mettre en place une nage puissante souvent observée chez les animaux des profondeurs.

## Répartition et habitat

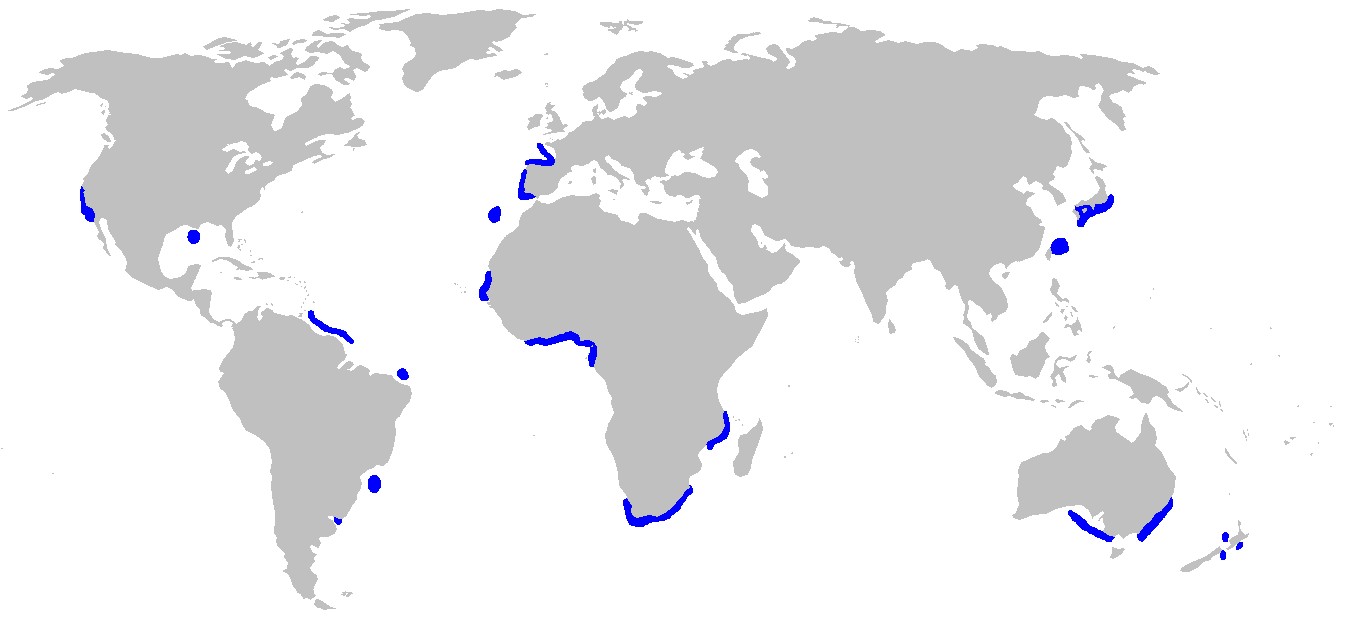
Répartition géographique du requin-lutin.